# Estación de Blanche
Blanche (en español: Blanca) es una estación de la línea 2 del metro de París situada en el límite de los distritos IX y  XVIII, al norte de la capital. 

## Historia
Fue inaugurada el 21 de octubre de 1902 dentro de la primera ampliación de la línea 2 hacia el oeste.
Está situada cerca de la calle y de la plaza de mismo nombre. Antiguamente, la calle Blanche se usaba para transportar yeso que provenía de Montmartre el cual teñía el barrio de polvo blanco. 

## Descripción
Se compone de dos vías y de dos andenes laterales de 75 metros de longitud.
Está diseñada en bóveda elíptica revestida completamente de los clásicos azulejos blancos biselados del metro parisino. Su iluminación ha sido renovada empleando el modelo vagues (olas) con estructuras casi adheridas a la bóveda que sobrevuelan ambos andenes proyectando la luz en varias direcciones. 
La señalización por su parte usa la moderna tipografía Parisine donde el nombre de la estación aparece en letras blancas sobre un panel metálico de color azul. Por último, los asientos de la estación son los modernos Coquille o Smiley, unos asientos en forma de cuenco inclinado para que parte del mismo pueda usarse como respaldo y que poseen un hueco en la base en forma de sonrisa. Los mismos están presentes en un único color, el naranja.

## Accesos
La estación dispone de un único acceso situado en el n.º 59 del bulevar de Clichy. Dispone de edículo Guimard y ha sido catalogado como Monumento Histórico.